# Sieciemin
Sieciemin (deutsch Zitzmin) ist ein Dorf in der Gmina Sianów (Gemeinde Zanow) im Powiat Koszaliński (Kösliner Kreis) der polnischen Woiwodschaft Westpommern.

## Geographische Lage
Das Kirchdorf liegt in Hinterpommern, östlich des Gollenbergs und 22 Kilometer nordöstlich von  Koszalin (Köslin). Die Ortschaft grenzt an die Nachbargemeinden Karnieszewice (Karnkewitz) im Westen und Ratajki (Ratteick) im Süden (beide gehören wie Sieciemin zur Gmina Sianów), an Pękanino (Panknin) im Norden und Kusice (Kuhtz) im Osten (beide gehören zur Gmina Malechowo (Malchow)).
Das Bauerndorf erstreckt sich über eine Rodungsfläche inmitten eines großen Waldgebiets. Bis 1945 galt für das Dorf das deutsche Sprichwort: „Von sieben Bergen umkettet liegt Zitzmin eingebettet“. Von diesen sieben Bergen ist mit 83 Metern der Góra Górka (Gurkenberg) der höchste. Zu seinen Füßen entspringt auch der früher Zillnitz genannten Bach, der wenige Kilometer weiter westlich in die Polnica (Pollnitz) mündet.

## Geschichte

Kirchdorf Zitzmin nordöstlich von Köslin, östlich von Zanow und nordwestlich von Pollnow auf einer Landkarte von 1910

Erstmals erwähnt wird Citzmyn als Tafelgut der Burg Zanow (heute polnisch: Sianów). Im 14. Jahrhundert war diese im Besitz des Martin Kutzeke de Sanow, der sich ab 1347 Martinus von Sitzewitze nannte. 1386 gehört Zanow zum Stift Cammin, und 1483 verleiht Herzog Bogislaw X. (Pommern) von Pommern Schloss und Stadt Zanow mit den Dörfern Zitzmin und Kuhtz (Kusice) an seinen Kanzler Jürgen Kleist. Anfang des 16. Jahrhunderts kam Zitzmin an das Kloster Buckow, und nach dessen Auflösung an das Amt Rügenwalde (Darłowo).
Um 1780 gibt es in Zitzmin 14 Bauern, 1 Schulzen, 1 Landkossäten, 2 Büdner und 1 Hirtenkaten bei insgesamt 18 Feuerstellen. 1818 lebten hier 284 Menschen. Die Einwohnerzahl stieg bis 1895 auf 504, sank dann aber bis 1939 auf 434.
Ein verheerender Brand legte 1888/89 Zitzmin fast gänzlich in Schutt und Asche. Die meisten Häuser stammen daher aus der Zeit des Wiederaufbaus.
Bis 1945 gehörte das Dorf mit Damerow, Martinshagen und Panknin zum Amtsbezirk Panknin im Landkreis Schlawe i. Pom. der preußischen Provinz Pommern. Auch standesamtlich waren diese Gemeinden miteinander verbunden. Letzter deutscher Gemeindebürgermeister von Zitzmin war Willihard Behnke.
Am 4. März 1945 marschierten russische Truppen in das Dorf ein. Der Ort wurde geräumt und die Bevölkerung zunächst in die Gegend von Pollnow (Polanów) gebracht. Sie konnte erst im Sommer 1945 zurückkehren und fand ein leeres und ausgeplündertes Dorf vor. Wie ganz Hinterpommern, wurde der Ort unter polnische Verwaltung gestellt, und er erhielt nun den  Namen Sieciemin. Es begann die Zuwanderung von Polen, anfangs vorwiegend aus den im Rahmen der „Westverschiebung Polens“ von der Sowjetunion reklamierten Gebieten östlich der Curzon-Linie. Die einheimische Bevölkerung wurde vertrieben. Unter dem neuen polnischen Namen „“wechselte" Zitzmin auch vom ehemaligen Landkreis Schlawe i. Pom. im Regierungsbezirk Köslin zum Powiat Koszaliński in der Woiwodschaft Westpommern (bis 1998 Woiwodschaft Köslin). Sieciemin ist heute ein Teil der Stadt- und Landgemeinde Sianów.

### Demographie
| Jahr | Einwohner | Anmerkungen |
| ---- | --------- | --- |
| 1818 | 284       | Kirchdorf, königliche Besitzung, einschließlich Neu-Zitzmin (fünf Häuser mit 30 Einwohnern)                                            |
| 1852 | 380       | [ 2 ] |
| 1864 | 420       | am 3. Dezember, auf einer Gesamtfläche von 5176 Morgen                                                                                 |
| 1867 | 477       | am 3. Dezember |
| 1871 | 464       | am 1. Dezember, davon 458 im Dorf (457 Evangelische, eine katholische Person) und sechs Einwohner im Forsthaus (sämtlich Evangelische) |
| 1895 | 504       | |
| 1910 | 465       | am 1. Dezember |
| 1933 | 444       | [ 7 ] |
| 1939 | 434       | [ 7 ] |

## Kirche

### Kirchengemeinde
Die Bevölkerung von Zitzmin war bis 1945 fast ausnahmslos evangelisch. Es bestand hier eine eigenständige Kirchengemeinde, die jedoch eine Filialgemeinde des Kirchspiels Damerow (Dąbrowa) war. 1939 zählte die Kirchengemeinde Zitzmin 430 Gemeindeglieder. Der letzte deutsche Geistliche war Pfarrer Hans Meinhof. Damals gehörte Zitzmin zum Kirchenkreis Rügenwalde (Darłowo) der Kirchenprovinz Pommern der Kirche der Altpreußischen Union.
Heute sind die Einwohner von Sieciemin überwiegend römisch-katholisch. Bei der Übernahme des Dorfes durch die Polen musste die verbliebene Bevölkerung innerhalb weniger Tage den katholischen Glauben annehmen und polnische Vornamen. Sieciemin ist heute Pfarrdorf, und zur Pfarrei Sieciemin gehören noch die Filialkirchen Dąbrowa (Damerow) und Karnieszewice (Karnkewitz) sowie die Außenstation Pękanino (Panknin). Die etwa 1600 Gemeindeglieder zählende Pfarrei Sieciemin gehört zum Dekanat Sławno (Schlawe) im Bistum Koszalin-Kołobrzeg (Köslin-Kolberg) der Katholischen Kirche in Polen. Die wenigen evangelischen Kirchenglieder werden vom Pfarramt Koszalin (Köslin) in der Diözese Pommern-Großpolen der Evangelisch-Augsburgischen (d. h. lutherischen) Kirche in Polen betreut.

### Dorf-/Pfarrkirche
Die Errichtung der aus Ziegelsteinen erbauten neugotischen Kirche datiert in der Mitte des 19. Jahrhunderts. Aus einer älteren Kirche stammen vier Altarleuchter mit der Jahreszahl 1700. Die Kirche wurde am 4. November 1946 als Pfarrkirche neu in Dienst gestellt und auf den Namen Najświętszego Serca Pana Jezusa geweiht.

### Pfarrer
Seit der Reformation 1535 und bis 1945 Damerow(Dąbrowa) Sitz der für Zitzmin zuständigen Geistlichen (siehe dort). Seit 1946 ist nun Sieciemin Pfarrsitz, und folgende Geistliche sind hier tätig gewesen:
1. 1946–1951: Antoni Wołek-Wacławski
2. 1951–1956: Józef Kępka
3. 1956–1984: Edward Mokrzycki
4. 1989–2002: Stanisław Szuba
5. seit 2002: Andrzej Hryckowian

## Schule
Die Zitzminer Schule war bis 1945 einklassig mit einer Lehrerwohnung. Das Gebäude war um die Wende zum 20. Jahrhundert als Ziegelbauwerk errichtet. Die Schülerzahl lag zuletzt bei 60 Kindern.

## Verkehr
Sieciemin liegt zwei Kilometer südlich der Staatsstraße 6 (Europastraße 28) Stettin - Danzig und ist über eine Stichstraße von Kawno (Kaunow) aus zu erreichen. Das kommunale Verwaltungszentrum Sianów (Zanow) ist zwölf Kilometer entfernt. Die nächste Bahnstation Wiekowo (Alt Wieck) an der Bahnstrecke Stargard Szczeciński–Gdańsk liegt sieben Kilometer nördlich.